# Skunk Anansie
Skunk Anansie é uma banda de rock britânica, formada em 1994. A banda separou-se em 2001 mas voltou a juntar-se em 2009. O membro mais notável é a vocalista, de cabeça raspada, Deborah Dyer, conhecida como Skin. 

## Membros do grupo
- Skin (Deborah Dyer)
- Cass (Richard Lewis)
- Ace (Martin Kent)
- Mark Richardson

## A banda
Skunk Anansie faz parte do movimento de rock alternativo britânico (britrock). Skin, a vocalista e líder do grupo, era então acompanhada por Ace à guitarra, Cass no baixo e Mark na bateria. Desde a sua formação em 1994, o grupo lançou três álbuns: " Paranoid & Sunburnt" , "Stoosh" e " Post Orgasmic Chill" vendendo mais de 4 milhões de exemplares em todo o mundo. O grupo foi sobretudo conhecido pelo seu single " Weak" , mas teve igualmente uma série de outros sucessos ("Charity" , " Hedonism" e " Charlie Big Potato"). Em 2001, o grupo decidiu separar-se. Ace realizou um álbum a solo (" Still Hungry"), Mark substituiu o percussionista do grupo Feeder e Skin prosseguiu uma carreira a solo. Em 2009, a banda voltou a juntar-se, iniciando uma digressão em Portugal, passando pelo Coliseu dos Recreios, em Lisboa, e pelo Coliseu do Porto, no Porto. No dia 1 de Novembro de 2010 o grupo actuou no programa português Ídolos.

### Discografia
- Paranoid and Sunburnt (1995)
- Stoosh (1996)
- Post Orgasmic Chill (1999)
- Smashes and Trashes (2009)
- Wonderlustre (2010)
- Black Traffic (2012)
- Anarchytecture (2016)